# Фаха (Німеччина)
Фаха (нім. Vacha) — місто в Німеччині, розташоване в землі Тюрингія. Входить до складу району Вартбург.
Площа — 44,41 км2. Населення становить 5006 ос. (станом на 31 грудня 2021).